# 聖母禮拜堂 (維爾茨堡)
聖母禮拜堂（德語：Marienkapelle）是位於德國城市維爾茨堡的一座教堂，修建於14世紀。聖母禮拜堂是維爾茨堡的地標建築之一。二戰期間聖母禮拜堂曾經被破壞，戰後得到修復。

## 外部連結
- Template:HistLexBay
- . Bistum Würzburg.   [2012-12-12].

```
（
页面存档备份
，存于
）
```

- Würzburger katholisches Sonntagsblatt vom 23. Dezember 2013, abgerufen 16. Oktober 2014